# Свидетельство о БКТС
Свидетельство о безопасности конструкции транспортного средства (свидетельство о БКТС) — сертификационный документ особого вида, который свидетельствует о надлежащем качестве и безопасности для применения конструкции заявленного транспортного средства. В первую очередь необходим тем лицам, которые намереваются осуществлять действия по ввозу автомобиля на территорию России. В ходе оформления свидетельства о БКТС уполномоченными сотрудниками специализированных центров осуществляется процедура освидетельствования соответствия определённого транспортного средства установленным требованиям, которые перечислены в утверждённом техническом регламенте, контролирующем безопасность всех эксплуатируемых колесных транспортных средств.
К транспортным средствам, для которых свидетельство о БКТС является обязательным документом, относят автобусы, троллейбусы, грузовые, а также легковые автомобили различного типа, прицепы и полуприцепы, средства передвижения, относящиеся к двухколесным транспортным средствам, включая мопеды, мотороллеры, мотоциклы, квадроциклы и трициклы.
Для того чтобы начать процесс оформления свидетельства о БКТС, заявителю необходимо определить, к какой именно категории заявленное транспортное средство относится. В данном случае речь идет о специально разработанной классификации транспортных средств, где категория N — четырёхколесные автомобили, предназначенные для транспортировки грузов, категория М — четырёхколесные автомобили, предназначенные для перевозки пассажиров, категория О — различные виды прицепов и другие категории транспортных средств. Однако, указанные выше категории включают в себя подкатегории, соответствующие как весу автотранспорта, так и пассажировместимости транспортного средства.
Законодательными органами РФ установлено обязательное оформление и регистрация свидетельства о БКТС для средств передвижения, относящихся к категориям О, М1, М2, М3, N1, N2 и N3. В указанные категории автотранспорта входят следующие ТС:
- Легковые транспортные средства;
- Грузовые транспортные средства, масса которых менее 3500 килограмм;
- Мотоциклы;
- Мотороллеры;
- Мопеды;
- Квадроциклы и пр.